# Diamond SA
Die DIAMOND SA mit Sitz in Losone ist ein inhabergeführter, schweizerischer Hersteller und Konfektionär von hochpräzisen Glasfaserkomponenten mit Lichtwellenleiter für verschiedene Anwendungsbereiche der Glasfasertechnologie zur Übertragung von optischen Dateien. Sie übernimmt als Dachgesellschaft Lenkungs-, Strategie- und Steuerungs-Funktionen für die rechtlich selbstständigen Tochtergesellschaften DIAMOND GmbH, DIAMOND USA Inc. und mvt Micro-Verschleiss-Technik, die das operative Geschäft verantworten. Die bekannteste Marke der Gesellschaft ist E-2000®. Das Unternehmen unterhält ein von der Schweizerischen Akkreditierungsstelle SAS akkreditiertes Prüf- und Kalibierlabor, welches gemäß STS 333 / SCS 101 zertifiziert wurde.

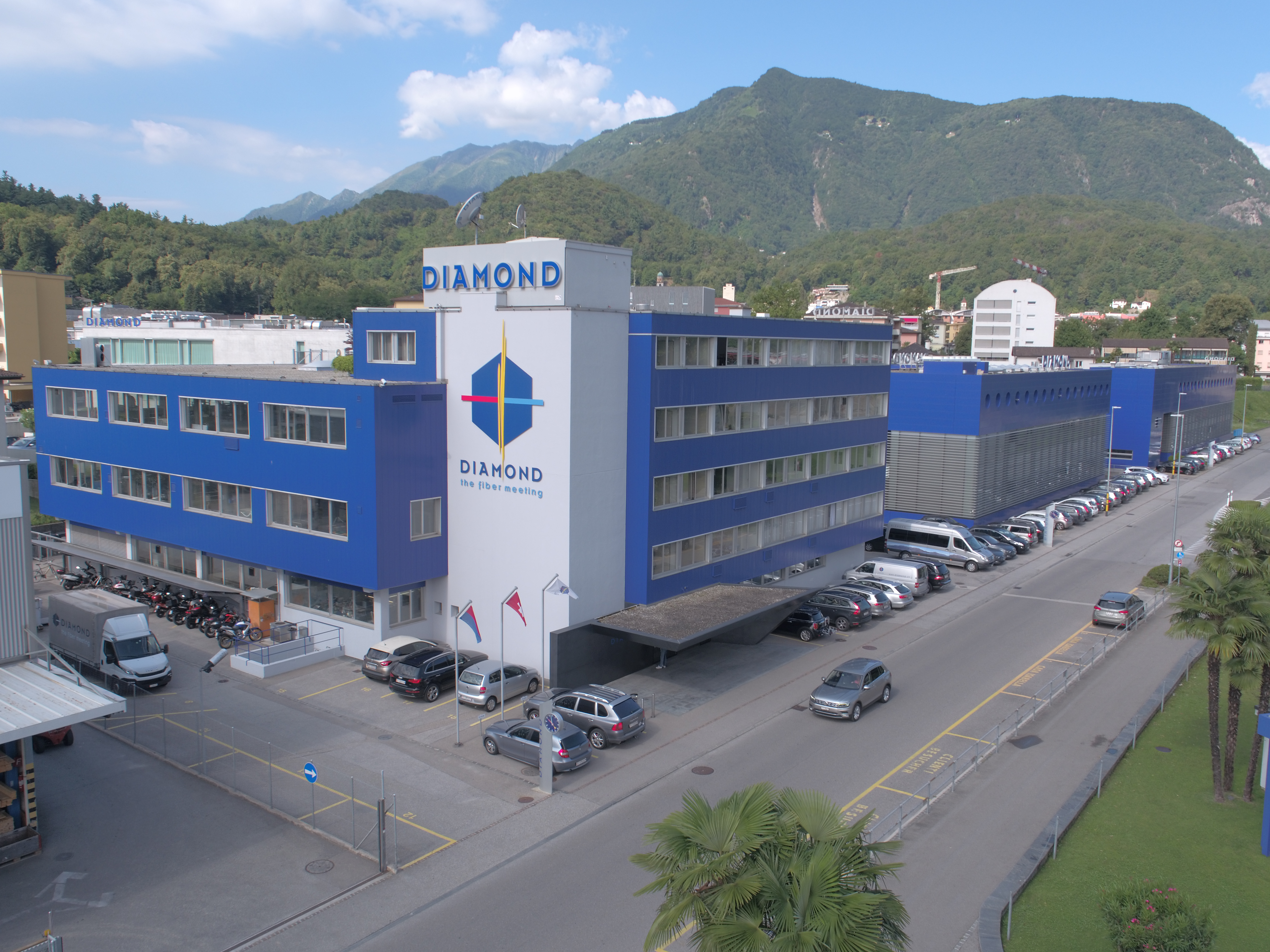
Hauptsitz Diamond SA, Losone TI, Schweiz

## Geschichte
Begonnen hat die Geschichte des Unternehmens 1958 mit der Bearbeitung von ultra-harten Werkstoffen: Lagersteine für die Industrie, Tonnadeln für Plattenspieler sowie weitere Komponenten. Die Quarzkrise in den 1970er Jahren, sowie die Einführung des Compact Disc (CD) Players und dem damit verbundenen Nachfragerückgang nach Tonnadeln, erforderte eine Diversifikation der Tätigkeit. Die gewonnene Erfahrung bei der Bearbeitung von hochpräzisen Komponenten ermöglichte es der Diamond 1979, auf Anfrage der damaligen Schweizerische Post-, Telephon- und Telegraphen-Betriebe (PPT), Fuß in der Glasfasertechnologie zu fassen. Bereits 1980 wurde die erste Serie hochpräziser LWL-Steckverbinder gefertigt. Der Erfolg mit polykristallinen Diamant-Werkzeugen und -Bauteilen bildete die Basis, auf der das Knowhow und die Produktionserfahrung der Diamond im Bereich der Präzisionsmechanik systematisch erweitert wurden.
1992 entwickelte und konstruierte ein kleines Team von Ingenieuren den LWL-Steckverbinder E-2000®, welcher auf dem bereits bestehenden DIN-Stecker basierte, jedoch zusätzlich über eine integrierte Schutzkappe, einem Push-Pull-Mechanismus und eine mechanische Kodierung verfügte, sowie aus hochwertigem Kunststoff gefertigt ist.
1993 erzielte die Diamond SA einen Umsatz von rund 40 Millionen Franken. Im besten Jahr 2001 verfügte die Firma weltweit über 1550 Mitarbeiter, wovon 960 in der Schweiz tätig waren und machte einen Umsatz von 145 Millionen Schweizer Franken. Bis 2004 ging der Umsatz auf 45 Millionen Schweizer Franken zurück.

## Geschäftsfelder
- Telekommunikation
- Photonik
- Industrie / Raue Umgebungen
- Medizintechnik
- Militär / Luft- und Raumfahrt[4]

## Technologien

### Aktive Kern-Kern Zentrierung / Active Core Alignment (ACA)
Mit dem Ziel, die Einfügedämpfung durch Senkung der Exzentrizität des Faserkerns auf ein Minimum zu reduzieren, entwickelte die Firma Diamond die patentierte Zwei-Komponenten-Ferrule mit Titaneinsatz und die Kern-Kern-Zentrierungstechnologie (Active Core Alignment, ACA). In diesem Prozess wird die Stirnfläche der Ferrule plastisch verformt, nachdem die positionierte Faser polymerisiert wurde, um den Faserkern an der mechanischen Achse der Ferrule auszurichten. Die Erfindung geht in die Achtzigerjahre zurück, als die Firma eine Zwei-Komponenten-Ferrule und einen Mikromanipulator zur Zentrierung des Faserkerns im Stecker verwendete.

## Produkte
Der Glasfaserbereich und seine Anwendungen sind sehr vielfältig. Die Firma Diamond entwickelt eigene, sowie kundenspezifische Stecker, konfektioniert ein- und mehrkanalige LWL-Steckverbinder und bestückt diese mit unterschiedlichen Faser- und Ferrulen-Technologien. Die Anwendungsbereiche für die Stecker sind enorm, z. B. werden sie in der Telekommunikation, in der Industrie, im Weltraum, beim Militär oder in der Medizin eingesetzt. Die Diamond hält über 70 Patente und Wortmarken, dazu gehören unter anderem der E-2000®, F-3000® und AVIM®.

## Qualitätsmanagement
Die Diamond SA ist seit 1994 gemäss ISO 9001 zertifiziert und seit 1998 auch gemäss ISO 14001.